# Сенегамбия (историческая область)
Сенегамбия — историческое название географического региона, охватывающего бассейны рек Сенегал и Гамбия (Западная Африка). Географически регион охватывает территорию между Сахель и лесами на севере Гвинеи. В состав региона входила территория современных государств Сенегал, Гамбия и Гвинея-Бисау, а также часть Мавритании, Мали и Гвинеи.
Сенегальский историк и профессор Бубакар Барри из Дакарского университета заявил, что Сенегамбия была в XV веке «главные ворота в Судан, колыбелью великих империй Гана, Мали и Сонгаи» и «центр притяжения в Западной Африке».

## История
Первые люди на территории Сенегала, как утверждает профессор Абдула Камар из Университета Сенгора в Александрии (Египет), появились 350 тыс. лет назад. По утверждению Бенга и Тиама, именно в долине реки Фалеме на юго-востоке Сенегала находятся самые древние следы человеческой жизни.
Люди в неолитический период истории Сенегамбии были охотниками, рыболовами, земледельцами и ремесленниками, а также у них появляются более сложные орудия труда и керамика. Раскопки в Диаките (Тиес, Сенегал) свидетельствуют о том, что люди на территории Сенегамбии в период неолита кочевали на расстояние около 600 км.
В период с III века до нашей эры по XVI века в Сенегамбии на месте захоронений более раннего времени возводились каменные круги. Каждое кольцо состоит из 8—14 столбов из латерита высотой 100—250 см. В общей сложности известно не менее 1000 таких каменных колец. Они являются памятником Всемирного наследия.
В докладе ЮНЕСКО о каменных кругах в Сенегамбии сказано:
Каменные круги столбов из латерита  и связанные с ними курганы, представляют собой важный культурный памятник, созданный более 1500 лет назад. Он является свидетельством процветающего,  высокоорганизованного и прочного общества.
В древности в Сенегамбии сформировалась ламанская система. Ламаны разделили современный район Сенегамбии на ламанаты (провинция или королевство) и были правителями, а также являлись крупными землевладельцами. Ламанская система просуществовала до XIV века. По словам Бубакара Барри: «Ламанская система — самая старая форма собственности на землю в до колониальной Сенегамбии».
В период средневековья на территории Сенегамбии зародилось несколько великих империй и государств, таких как Гана, Мали, Сонгай, Джолоф, Каабу, Салум, Сине, Баол, Ваало, Такрур.
В XV веке регион стал центром франко-британо-португальского соперничества. В 1455 году португальцы, первыми из европейцев, прибыли в Сенегамбию и поэтому до XVI века держали монополию на торговлю. В конце XVI века англичане и французы вытеснили португальцев.
В 1677 году французы захватили остров Горе, а в 1681 году они захватили Альбреду на реке Гамбия. Это привело к англо-французскому соперничеству за Сенегамбию. В 1692 году англичане захватили Горе и Сен-Луи, но вскоре потеряли контроль над ними. В 1758 году, во время Семилетней войны, Горе вновь был захвачен англичанами, которые удерживали его до 1763 года. В 1765 году англичане образовали провинцию Сенегамбия. В 1778 году, во время американской войны за независимость, французы перешли в наступление и уничтожили крепость на острове Джеймс. В 1783 году в Версальском договоре были признаны британские претензии на Гамбию и французские претензии на Сен-Луи и Горе.
В 1820 году англичане основали город Банжул, а год спустя объявили реку Гамбия британским протекторатом. В 1857 году французы основали город Дакар. В 1886 году французы построили железную дорогу между Сент-Луисом и Дакаром. Французы проводили политику экспансии и рассматривали Гамбию как препятствие. В конце XIX века они предложили англичанам уступить Дабу, Гран-Басама и Ассини в обмен на Гамбию. Однако переговоры были прерваны, но неоднократно возобновлялись.
В 1960 году Сенегал получил независимость от Франции, а в 1965 году Гамбия от Великобритании. После обретения независимости Гамбии и Сенегала, были предприняты попытки объединить их, но быстро провалились. В 1982—1989 годах Сенегал и Гамбия входили в конфедерацию Сенегамбия.

## Культура
Регион Сенегамбия имеет богатую культуру. Большим достижением культуры является развитие шутливой формы обращения этнических групп друг с другом, что помогает им оставаться в хороших родственных отношениях. Между этническими группами региона шел постоянный культурный обмен, например одно и тоже блюдо из риса можно обнаружить у многих этнических групп в Сенегамбии. Самый известный вокалист Африки в 2014 году, согласно журналу «Rolling Stone», был выходец из Сенегала Йуссу Н’Дур, который является одним из самых известных певцов Африки. В 2010 году в Дакаре был открыт Монумент африканского возрождения, высота которого 49 метров, что делает его самым высоким памятником в Африке.
СМИ Сенегамбии разнообразны и включают в себя несколько радиостанций, телеканалов, газет и интернет изданий. 4 октября 1973 года радио Сенегал договорилось с радио Гамбии выпускать совместную программу по истории, культуре и традициям Сенегамбии. Первый выпуск программы был под названием Chossani Senegambia (история Сенегамбии), которую заранее записали и транслировали в Сенегале и Гамбии одновременно. Гамбийский историк и государственный деятель Алие Эбрима Чам Джуф, который был директором программы на радио Гамбии и одним из пионеров этой совместной программы, в своей книге пишет:
|                                                        | The programme Chossanie Senegambia... has a higher audience in the Gambia and Senegal than any other programme broadcast by ORTS and Radio Gambia. It is the only programme that goes into the people's own culture and tell them about the history of their ancestors. (англ.) |  | Программа Chossanie Senegambia ... имеет больше аудиторию в Гамбии и Сенегале, чем любая другая программа, транслируемая ORTS и Radio Gambia. Это единственная программа, рассказывающая о культуре людей и истории их предков. (рус.) |  |
| Alieu Ebrima Cham Joof, The land of our heritage, 1995 | |  | |  |

## Примечание
1. ↑  Малый географический атлас мира. 1928 г DjVu. sheba.spb.ru. Дата обращения: 29 августа 2019. Архивировано 29 августа 2019 года.
2. ↑  Alexander Keith Johnston, A. H. (Augustus Henry) Keane. Africa. — London : Edward Stanford, 1878. — 732 с.
3. 1 2  Barry, Boubacar. Senegambia and the Atlantic slave trade. — Cambridge University Press, 1998. — ISBN 0521592267, 0521597609, 9780521592260, 9780521597609.
4. 1 2 3  The historical perspective of Senegambia: The prospects and the way forward - The Standard Newspaper. web.archive.org (11 июня 2017). Дата обращения: 29 августа 2019. Архивировано 11 июня 2017 года.
5. ↑  Laurence Marfaing, Boubacar Barry. Anta Diop, Dakar: Mobilité des nomades et des sédentaires dans l'espace CEDEAO // Regions and Cohesion. — 2013-12-01. — Т. 3, вып. 3. — С. 155—166. — ISSN 2152-9078 2152-906X, 2152-9078. — doi:10.3167/reco.2013.030310.
6. ↑  SIRIS - Smithsonian Institution Research Information System. siris-libraries.si.edu. Дата обращения: 29 августа 2019.
7. ↑  Benga, Ndiouga and Thiam, Mandiomé. Préhistoire, protohistoire et histoire. — С. 74.
8. ↑  Mandiome Thiam. La céramique au Sénégal : archéologie et histoire. — Paris 1, 1991-01-01. Архивировано 29 августа 2019 года.
9. ↑  LA C�RAMIQUE DANS L'ESPACE S�N�GAMBIEN - Un patrimoine m�connu, Mandiom� Thiam - livre, ebook, epub (фр.). www.editions-harmattan.fr. Дата обращения: 29 августа 2019. Архивировано 8 мая 2021 года.
10. ↑  Lame, Massamba; Crévola, Gilbert. Les haches polies de la carrière Diakité (Thiès, Sénégal) et le problème des courants d'échanges au Néolithique // Notes africaines. — 1982. — С. 2—10.
11. ↑  Sandrine Deschamps. Les groupes culturels du Néolithique et de l’Âge du Fer des régions de Louga, Thiès et Saint Louis (Sénégal) (du vie millénaire avant J.-C. au vie siècle après J.-C.). Approches taphonomique et archéologique (фр.) // Afrique : Archéologie & Arts. — 2013-09-01. — Livr. 9. — P. 113—116. — ISSN 1634-3123. Архивировано 18 июня 2020 года.
12. 1 2  UNESCO World Heritage Centre. Stone Circles of Senegambia (англ.). UNESCO World Heritage Centre. Дата обращения: 29 августа 2019. Архивировано 29 августа 2019 года.
13. ↑  The Seereer Resource Centre (SRC). The Seereer Resource Centre (SRC). Дата обращения: 29 августа 2019. Архивировано 30 апреля 2019 года.
14. 1 2  Senegambia. www.columbia.edu. Дата обращения: 29 августа 2019. Архивировано 15 ноября 2017 года.
15. ↑  Mamadou Diouf. Tolerance, Democracy, and Sufis in Senegal. — Columbia University Press, 2013. — 296 с. — ISBN 9780231162630. Архивировано 26 сентября 2021 года.
16. ↑  McCann, James, 1950-. Stirring the pot : a history of African cuisine. — C. Hurst, 2010. — ISBN 9781849040358, 1849040354, 1849040362, 9781849040365.
17. ↑  Royal. Top 15 African Musicians - Forbes List (англ.). Ranking Interesting Facts About Africa (19 декабря 2014). Дата обращения: 29 августа 2019. Архивировано 17 августа 2019 года.
18. ↑  Debbie Nevins, Elizabeth Berg, Ruth Wan. Senegal. — Cavendish Square Publishing, LLC, 2018-07-15. — 146 с. — ISBN 9781502636423. Архивировано 26 сентября 2021 года.
19. ↑  Revolvy LLC. "Radio Gambia" on Revolvy.com (англ.). www.revolvy.com. Дата обращения: 29 августа 2019.
20. ↑  Joof, Alhaji Alieu Ebrima Cham. Senegambia - The land of our heritage. — 1995. — С. 12.